# Manuscrits bibliques
Un manuscrit biblique est la copie d'un texte fondateur des religions juive et chrétienne, écrit avant l'usage de l'imprimerie en Occident. Le mot manuscrit vient du latin manus, « main » et scriptum, « écrit » ; Bible vient du  grec βιβλία / biblía, « livres » par le latin chrétien biblia, « livres sacrés » .
La taille d'un manuscrit biblique varie du minuscule parchemin, contenant des versets individuels ou des écritures juives (voir téfiline), à d'énormes codex, comme des Bibles polyglottes. Il peut contenir tout ou partie d'un texte canonique de la Bible hébraïque (Tanakh), du Nouveau Testament ou un travail extracanonique.
Il existe de nombreux manuscrits bibliques, complets ou fragmentés. Ainsi les manuscrits du Nouveau Testament constituent un ensemble de plus de 5 800 textes grecs, plus de 10 000 en latin et 9 300 dans diverses autres langues anciennes - syriaque, copte, arménien, éthiopien, slave ou gotique ; ces manuscrits datent de l'an 125 au XVe siècle, avec l'introduction de l'imprimerie.
La science de la critique textuelle s'intéresse aux évolutions du texte. Ses variations résultent des interprétations et des sélections faites volontairement par les copistes, mais aussi de leurs erreurs de transcription. Aussi ces études tentent-elle de reconstituer les différentes origines du texte.
Les manuscrits bibliques sont répartis en différentes catégories, selon leur support ou leur type d'écriture. On distingue d'abord :
- les papyrus, fabriqués à l'aide de moelle de roseau, organisés sous forme de rouleaux ;
- les parchemins, fabriqués à l'aide de peaux de veau ou de mouton, organisés sous forme de feuillets séparés.

Pour les manuscrits du Nouveau Testament rédigés en grec, on distingue :
- ceux rédigés en lettres capitales dites « onciales », ce sont les plus anciens ;
- ceux rédigés en lettres minuscules, les plus nombreux.

## Manuscrits du Tanakh existants
|                            |                                                                    |                         |                                  | |  |  |  |  |  |  |
| Version                    | Exemples                                                           | Langue                  | Date de composition              | Copie la plus ancienne |  |  |  |  |  |  |
| Rouleaux d'argent          |                                                                    | Paléo-hébreu            |                                  | 587-586 av. J.-C. (Amulettes avec une bénédiction sacerdotale inscrite du livre des Nombres)                                                     |  |  |  |  |  |  |
|                            |                                                                    |                         |                                  | |  |  |  |  |  |  |
| Parchemins de la mer morte |                                                                    | Hébreu, araméen et grec | v. 150 av. J.-C. - 70 apr. J.-C. | v. 150 av. J.-C. - 70 apr. J.-C. (fragments) |  |  |  |  |  |  |
|                            |                                                                    |                         |                                  | |  |  |  |  |  |  |
| Septante                   | Codex Vaticanus, Codex Sinaiticus et autres papyrus antérieurs     | Grec                    | 300–100 av. J.-C.                | - IIe siècle av. J.-C. (fragments) - IVe siècle apr. J.-C. (complet)                                                                             |  |  |  |  |  |  |
|                            |                                                                    |                         |                                  | |  |  |  |  |  |  |
| Peshitta                   |                                                                    | Syriaque                |                                  | début du Ve siècle apr. J.-C. |  |  |  |  |  |  |
|                            |                                                                    |                         |                                  | |  |  |  |  |  |  |
| Vulgate                    | Codex Amiatinus                                                    | Latin                   |                                  | - début du Ve siècle apr. J.-C. - début du VIIIe siècle apr. J.-C. (complet)                                                                     |  |  |  |  |  |  |
|                            |                                                                    |                         |                                  | |  |  |  |  |  |  |
| Masorétique                | Codex d'Alep, Codex de Léningrad et autres, manuscrits incomplets  | Hébreu                  | v. 100 apr. J.-C.                | Xe siècle apr. J.-C. (complet) |  |  |  |  |  |  |
|                            |                                                                    |                         |                                  | |  |  |  |  |  |  |
| Pentateuque samaritain     |                                                                    | Samaritain Hébreu       | 200–100 av. J.-C.                | - Le plus ancien manuscrit existant, v. XIe siècle apr. J.-C.; - Le plus ancien manuscrit disponible pour les chercheurs, XVIe siècle apr. J.-C. |  |  |  |  |  |  |
|                            |                                                                    |                         |                                  | |  |  |  |  |  |  |
| Targum                     |                                                                    | Araméen                 | 500–1000 apr. J.-C.              | Ve siècle apr. J.-C. |  |  |  |  |  |  |
|                            |                                                                    |                         |                                  | |  |  |  |  |  |  |
| Copte                      | Codex Crosby-Schøyen, "Bibliothèque britannique MS. Oriental 7594" | Copte                   |                                  | IIIe ou IVe siècle apr. J.-C. |  |  |  |  |  |  |
|                            |                                                                    |                         |                                  | |  |  |  |  |  |  |

## Les manuscrits les plus anciens
La plus ancienne copie du Nouveau Testament est un bout de manuscrit de l'Évangile de Jean, Rylands Library Papyrus P52, qui date peut-être de la première moitié du IIe siècle. Les premières copies complètes du Nouveau Testament apparaissent autour de 200 apr. J.-C. (IVe siècle pour le Codex Sinaiticus). Le tableau suivant énumère les plus anciens manuscrits connus pour chaque livres du Nouveau Testament.
| Livre             | Manuscrits les plus anciens connus                                     | Date                                       | État           |
| Matthieu          | 𝕻1, 𝕻19, 𝕻21, 𝕻25, 𝕻37, 𝕻45, 𝕻53, 𝕻64, 𝕻67, 𝕻70, 𝕻77, 𝕻101, 𝕻103, 𝕻104 | v. 150-250 (IIe – IIIe siècle)             | Gros fragments |
| Marc              | 𝕻45, 𝕻137                                                              | v. 150-250 (IIe – IIIe siècle)             | Gros fragments |
| Luc               | 𝕻4, 𝕻69, 𝕻75, 𝕻45                                                      | v. 175-250 (IIe – IIIe siècle)             | Gros fragments |
| Jean              | 𝕻5, 𝕻6, 𝕻22, 𝕻28, 𝕻39, 𝕻45, 𝕻52, 𝕻66, 𝕻75, 𝕻80, 𝕻90, 𝕻95, 𝕻106         | v. 125-250 (IIe – IIIe siècle)             | Gros fragments |
| Actes             | 𝕻29, 𝕻38, 𝕻45, 𝕻48, 𝕻53, 𝕻74, 𝕻91                                      | Début du IIIe siècle                       | Gros fragments |
| Romains           | 𝕻27, 𝕻40, 𝕻46                                                          | v. 175-225 (IIe – IIIe siècle)             | Des fragments  |
| 1 Corinthiens     | 𝕻14, 𝕻15, 𝕻46                                                          | v. 175-225 (IIe – IIIe siècle)             | Des fragments  |
| 2 Corinthiens     | 𝕻46                                                                    | v. 175-225 (IIe – IIIe siècle)             | Des fragments  |
| Galates           | 𝕻46                                                                    | v. 175-225 (IIe – IIIe siècle)             | Des fragments  |
| Ephésiens         | 𝕻46, 𝕻49                                                               | v. 175-225 (IIe – IIIe siècle)             | Des fragments  |
| Philippiens       | 𝕻16, 𝕻46                                                               | v. 175-225 (IIe – IIIe siècle)             | Des fragments  |
| Colossiens        | 𝕻46                                                                    | v. 175-225 (IIe–IIIe siècle)               | Fragments      |
| 1 Thessaloniciens | 𝕻30, 𝕻46, 𝕻65                                                          | v. 175-225 (IIe–IIIe siècle)               | Fragments      |
| 2 Thessaloniciens | 𝕻30                                                                    | Début du IIIe siècle                       | Fragments      |
| 1 Timothée        | א                                                                      | v. 350 (IVe siècle)                        | Complet        |
| 2 Timothée        | א                                                                      | v. 350 (IVe siècle)                        | Complet        |
| Titus             | 𝕻32                                                                    | v. 200 (fin du IIe à début du IIIe siècle) | Fragment       |
| Philémon          | 𝕻87                                                                    | IIIe siècle                                | Fragment       |
| Hébreux           | 𝕻12, 𝕻13, 𝕻17, 𝕻46                                                     | v. 175-225 (IIe–IIIe siècle)               | Fragments      |
| Jacques           | 𝕻20, 𝕻23, 𝕻100                                                         | IIIe siècle                                | Fragments      |
| 1 Pierre          | 𝕻81, 𝕻72                                                               | v. 300 (fin IIIe - début du IVe siècle)    | Fragments      |
| 2 Pierre          | 𝕻72                                                                    | v. 300 (fin IIIe - début du IVe siècle)    | Fragments      |
| 1 Jean            | 𝕻9                                                                     | IIIe siècle                                | Fragment       |

## Galerie

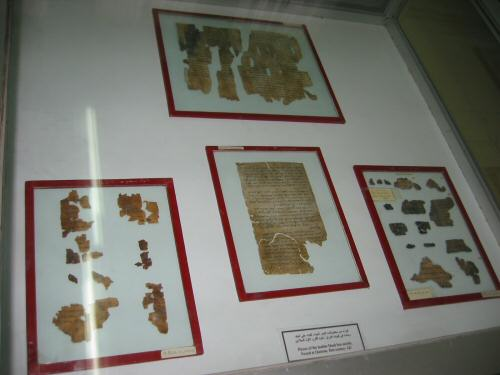
Fragments de manuscrits de la mer Morte exposés au musée archéologique d'Amman
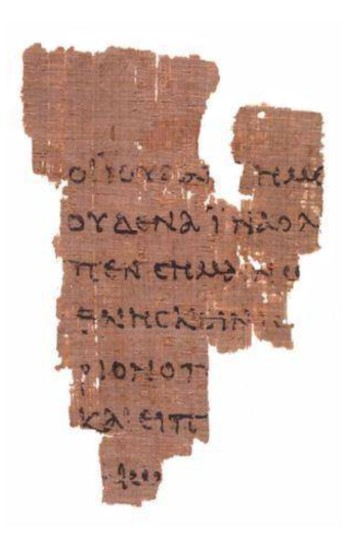
𝕻52 est le plus ancien fragment manuscrit connu du Nouveau Testament, contenant une partie de l'évangile de Jean
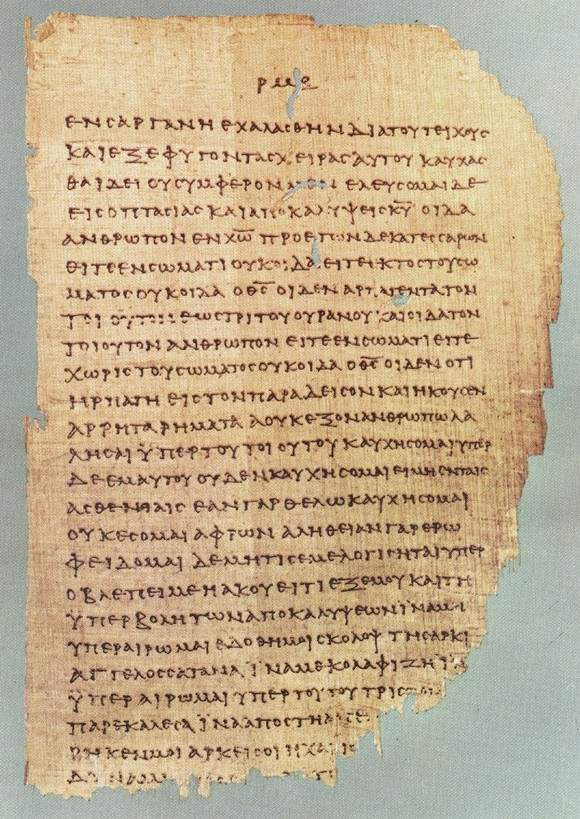
𝕻46 est le plus ancien manuscrit (presque) complet des épîtres écrites par Paul dans le nouveau testament.
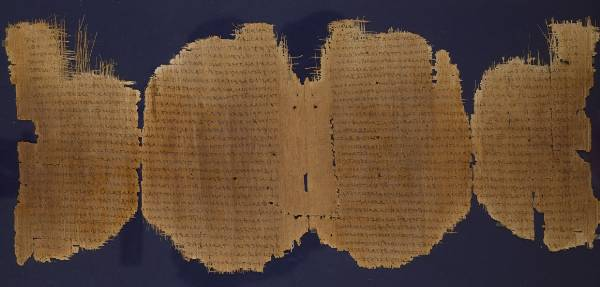
𝕻45 est un manuscrit des Évangiles et des Actes. Il contient le plus ancien texte connu de Marc. Les chercheurs ont du mal à le lire en raison de son état fragmentaire.
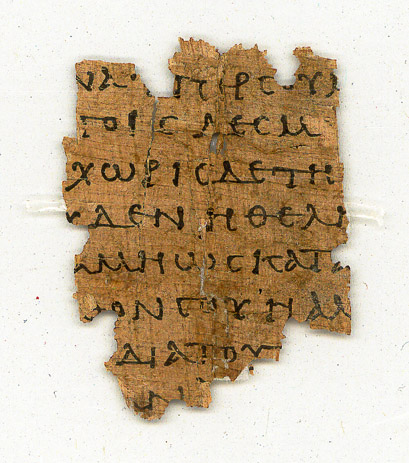
𝕻87 est le plus ancien manuscrit connu de Philémon.
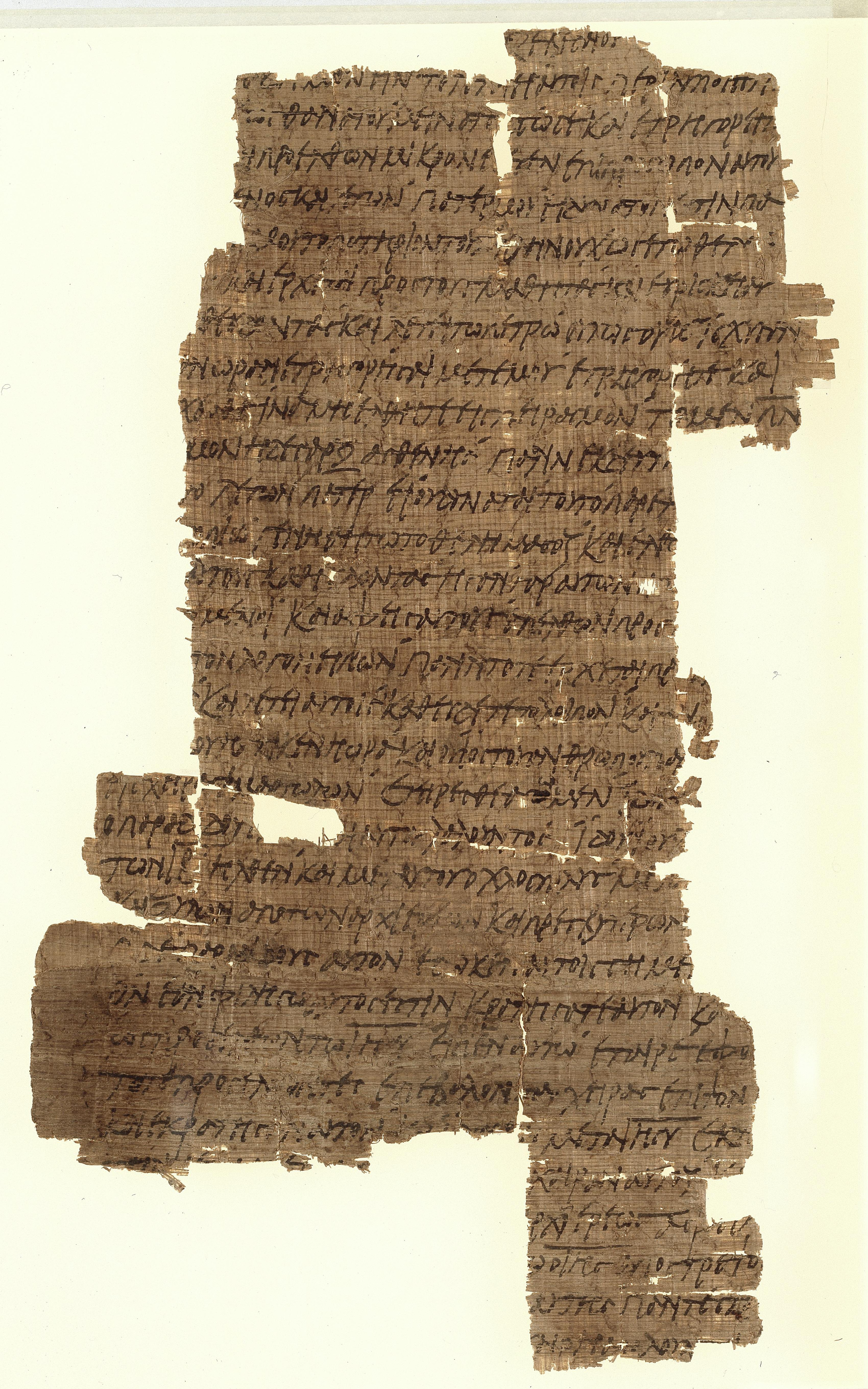
𝕻37 est un fragment de l'évangile de Matthieu contenant le Nomina sacra.
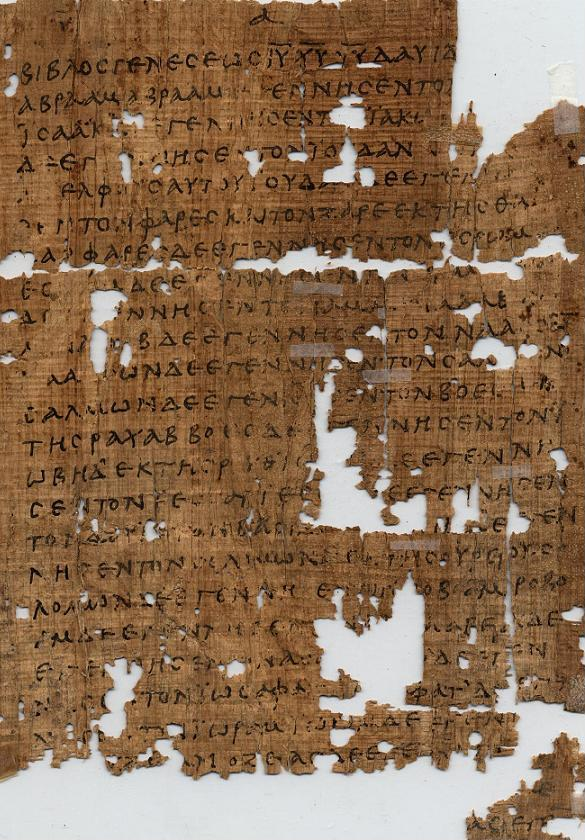
𝕻1 est un fragment de l'évangile de Matthieu du début du IIIe siècle.
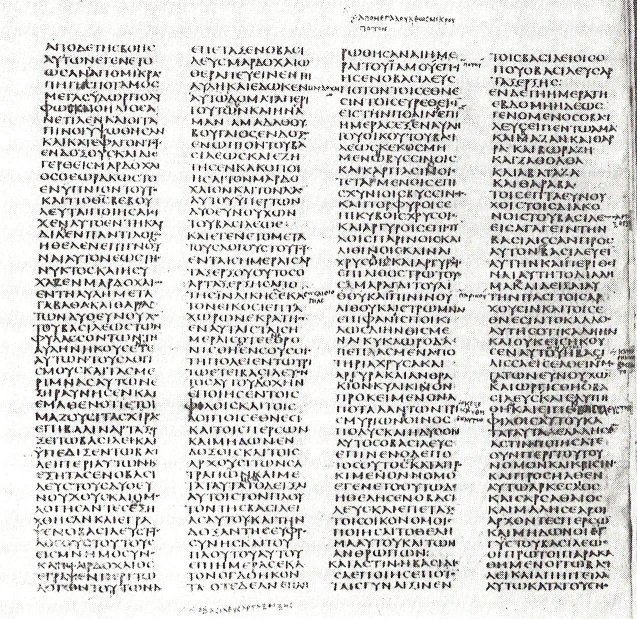
Le Codex Sinaiticus (v. 350) contient la copie la plus ancienne et la plus complète du Nouveau Testament, ainsi que la majeure partie de l'Ancien Testament en grec, la Septante
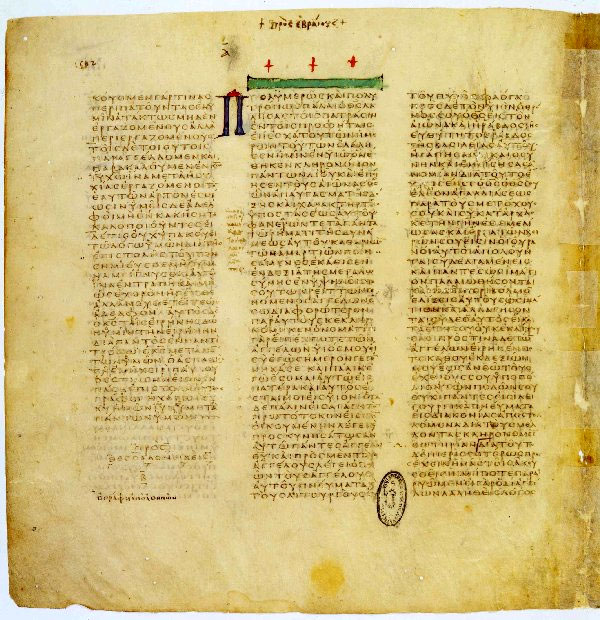
Codex Vaticanus Graecus 1209 est l’un des meilleurs manuscrits en grec disponible de presque toute la Bible.
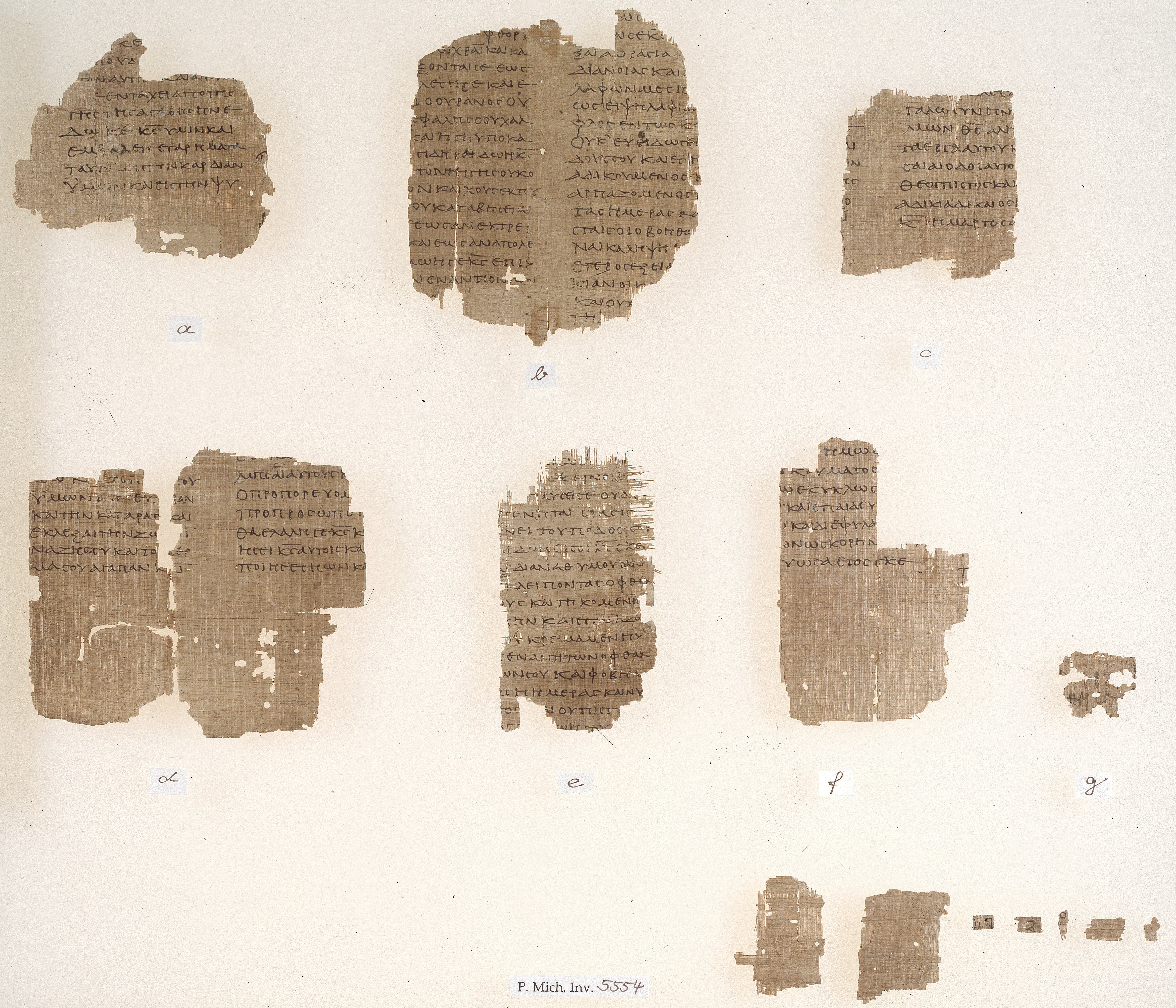
P. Chester Beatty VI montrant des parties du Deutéronome
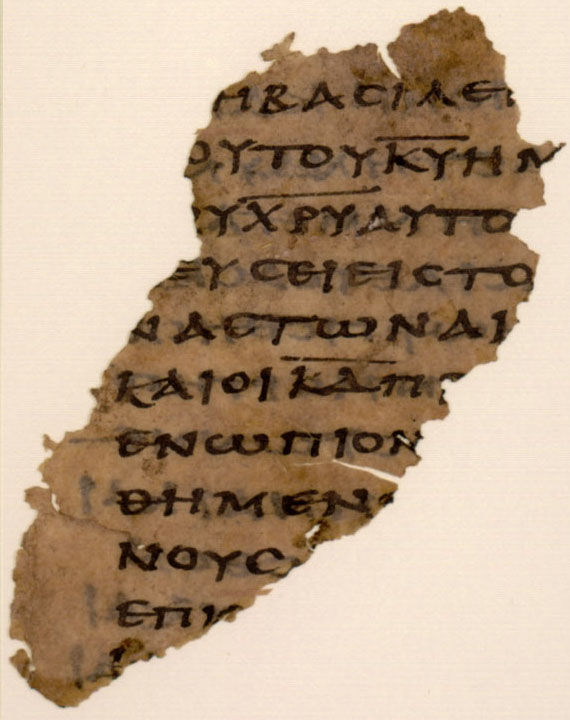
Uncial 0308 (en) est un fragment du livre de l’Apocalypse.
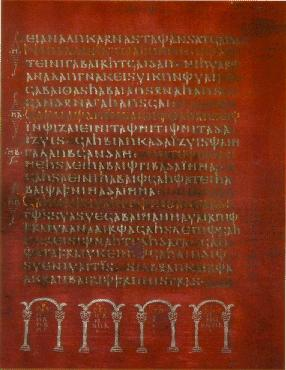
La première page du Codex Argenteus en langage gothique
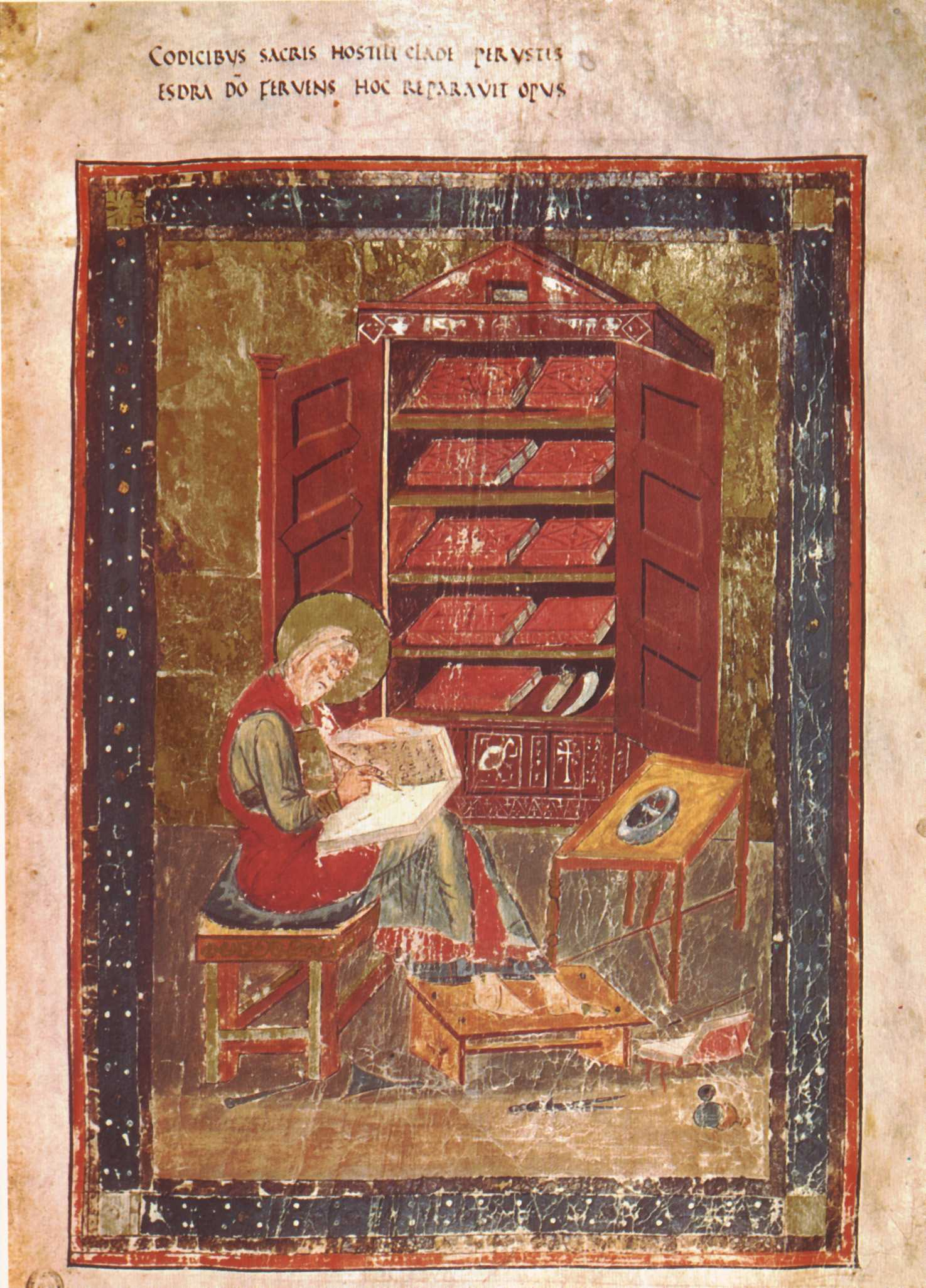
Folio 5r du Codex Amiatinus, manuscrit de la Vulgate

#### Liste de manuscrits
- Liste de papyrus du Nouveau Testament
- Liste des manuscrits du Nouveau Testament en onciales grecques
- Liste des manuscrits du Nouveau Testament en minuscules grecques
- Catégories des manuscrits du Nouveau Testament
- Manuscrits de la mer Morte
- Papyrus d'Oxyrhynque
- Papyrus Bodmer

#### Autres articles
- Les Hexaples d'Origène
- Massorah
- La Septante, version grecque de la Bible hébraïque
- Théodotion, auteur d'une autre version grecque de l'Ancien Testament
- La Vetus Latina
- La Vulgate de Jérôme de Stridon
- La Peshitta, version syriaque utilisée par les Églises syriaques
- Codex Corbeiensis

#### Fac Similés en ligne
- (en) Nouveau Testament